# Orgasme expandit
Un orgasme expandit és qualsevol experiència sexual més intensa i extensa del que es descriu habitualment com un orgasme regular. Inclou un rang de sensacions que inclouen orgasmes de cos sencer, com ara els descrits pel doctor Wilhelm Reich, i orgasmes que poden durar des de pocs minuts a diverses hores. El terme va ser encunyat l'any 1995 per Patricia Taylor, qui ho va emprar en la seva investigació sobre experiències sensuals intenses en 44 parelles de diverses procedències, i en un vídeo que va produir l'any 1998.
Les característiques definitòries de l'orgasme expandit són les sensacions energètiques i les contraccions en tot el cos, especialment a l'abdomen, cuixes interiors, mans i peus, i per descomptat els genitals, com va descriure Reich en el seu llibre de l'any 1942 The Function of the Orgasm. La doctora Taylor descriu els informes de practicants entrant en estats alterats de consciència, el que els produïa una profunda alliberament i rejuvenación emocional, profundes experiències espirituals, una consciència que generalment no es percep en orgasmes regulars, i la percepció de l'energia que s'expandeix més enllà dels límits del propi cos. S'ha informat d'experiències similars en estudis realitzats per la doctora Jenny Wade, i per David deïtat. La doctora Taylor assenyala que els homes tenen les mateixes probabilitats que les dones d'entrar en aquests estats i tenir totes les experiències assenyalades anteriorment. Addicionalment, tant Brauer, com Bodansky, tracten sobre l'orgasme expandit masculí.
Els participants de l'estudi de la doctora Taylor van arribar als estats d'orgasmes expandits utilitzant diverses pràctiques i modalitats sexuals. Les quatre principals van ser: autoestimulació manual (60%), estimulació manual per part de la parella (35%), penetració (30%) i estimulació oral (15%).
Les teories sobre els processos biològics requerits per entrar en aquests estats inclouen l'estimulació i elevació progressiva i equilibrada dels sistemes nerviosos  simpàtics i  parasimpàtics. Això s'evidencia en la pràctica  tàntrica que empra tècniques de respiració com les esmentades per Nik Douglas i Penny Slinger en el seu llibre de l'any 1979 Sexual Secrets: The Alchemy of Ecstasy, per activar el sistema nerviós parasimpàtic durant l'activitat sexual.